# Средногорие (град)
Вижте пояснителната страница за други значения на Средногорие.
Средного̀рие е исторически град в България. Образуван е при сливането на градовете Златица и Пирдоп на 17 февруари 1978 г.
Съществува като самостоятелно селище до 31 август 1991 г., когато е закрито при разделяне на 2 отделни селища – Златица и Пирдоп.
Към 4 декември 1985 г. броят на населението на Средногорие е 14 647 души.